# 플로이드 카운실
플로이드 카운실(Floyd Council, 1911년 9월 2일 ~ 1976년 5월 9일)은 미국의 블루스 기타리스트, 만돌린 연주자, 그리고 가수였다. 그는 피드몬트 블루스의 개업자로 1920년대와 1930년대에 미국 남동부에서 인기가 있었다.